# رقص واقعیت
رقصِ واقعیت (به اسپانیایی: La danza de la realidad) یک فیلم درام به کارگردانی آلخاندرو خودوروفسکی محصول شیلی و فرانسه است. این فیلم هشتمین فیلم کارگردانی شده توسط خودوروفسکی و اولین فیلم بعد از ۲۳ سال از آخرین فیلم او می‌باشد. سه پسر خودو رفسکی یعنی برونتیس، ادن و کریستوبل در این فیلم به ایفای نقش پرداختند. موسیقی فیلم نیز توسط ادن خودورفسکی ساخته شده‌است. همسر خودورفسکی نیز عهده‌دار طراحی صحنه بوده‌است.

## داستان
این فیلم روایتگر دوران کودکی آلخاندرو خودوروفسکی است که حول محور پدر کمونیست، مادر دلسوز٫ فقر مردم شیلی و استبداد حاکم بر حکومت شکل گرفته‌است.

## بازیگران
- ادن خودوروفسکی درنقش آلخاندرو (جوان)
- جرمیاس هرسکویدس درنقش آلخاندرو (پسر بچه)
- آلخاندرو خودوروفسکی درنقش خودش
- برونتیس خودوروفسکی درنقش خایمه
- پاملا فلورس درنقش سارا